# تشينار (أوزون)
تشينار هي بلدة في مقاطعة أوزون في ولاية صرخنداريا في أوزبكستان.